# Auksencjusz (Czeszmedżiew)
Auksencjusz, nazwisko świeckie Czeszmedżiew (ur. 1798 w Samokowie, zm. 1 lutego 1865 w Konstantynopolu) – bułgarski biskup prawosławny, działacz bułgarskiego odrodzenia narodowego.

## Życiorys
Pochodził z zamożnej bułgarskiej rodziny kupieckiej. Ukończył szkołę prowadzoną przez mnichów z Monasteru Rylskiego, po czym pozostał we wspólnocie jako posłusznik, a następnie złożył w niej wieczyste śluby mnisze. Chirotonię biskupią przyjął w 1831 i przez kolejne sześć lat służył jako biskup diopolski, wikariusz eparchii kiustendolskiej, w jurysdykcji Patriarchatu Konstantynopolitańskiego. W 1837 został ordynariuszem eparchii zahumsko-hercegowińskiej, którą zarządzał przez jedenaście lat. Odszedł z katedry z powodu protestów wiernych przeciwko nałożonym przez niego wysokim opłatom za sprawowanie sakramentów, co skłoniło władze tureckie do usunięcia go z eparchii. Przez pewien czas przebywał w monasterze Žitomislić na terenie zarządzanej dotąd administratury, następnie w 1848 patriarcha Konstantynopola powierzył mu katedrę weleską.
Służąc w Macedonii, biskup Auksencjusz zyskał ogromny autorytet wśród miejscowych prawosławnych Słowian. W 1858 odmówił wykonania polecenia patriarchy i przejścia z katedry weleskiej do eparchii Durrës, gdzie miałby sprawować opiekę duszpasterską jedynie nad Grekami i Albańczykami (ludność słowiańska nie zamieszkiwała terenu eparchii); argumentował, że pragnie nadal opiekować się prawosławnymi Słowianami.
Blisko współpracował z biskupem makariopolskim Hilarionem w jego działaniach na rzecz ustanowienia autokefalicznego Kościoła bułgarskiego, niezależnego od Patriarchatu Konstantynopola, jak również w bułgarskim ruchu narodowym. Poparł jego wystąpienie w dniu 3 kwietnia 1860, gdy biskup Hilarion podczas Świętej Liturgii nie wymienił imienia patriarchy konstantynopolitańskiego Joachima II, symbolicznie wypowiadając mu posłuszeństwo. W związku z tym został w roku następnym uwięziony z poduszczenia patriarchy, razem z biskupem Hilarionem i innym jego współpracownikiem, biskupem płowdiwskim Paisjuszem. Hilarion i Auksencjusz zostali również pozbawieni godności kościelnych. Mimo to duchowny jeszcze przez trzy lata kontynuował dotychczasową działalność duszpasterską, dopóki w 1864 nie został zesłany w głąb Azji Mniejszej. Jeszcze w tym samym roku uzyskał możliwość powrotu do Konstantynopola, jednak krótko potem zachorował. Odmówił pogodzenia się z patriarchą Konstantynopola, który obiecywał mu w zamian przywrócenie wszystkich odebranych godności, gdyż czyn taki byłby w jego ocenie zdradą bułgarskiego ruchu narodowego. Zmarł w 1865, pięć lat przed powstaniem Egzarchatu Bułgarskiego.